# IC 1261-2
IC 1261-2 — галактика типу E (еліптична галактика) у сузір'ї Дракон.
Цей об'єкт міститься в оригінальній редакції індексного каталогу.